# USS Tucson (CL-98)
USS Tucson (CL-98) var en modifierad lätt kryssare av Atlanta-klass, ibland kallad "Oakland-klass". Hon kölsträcktes den 23 december 1942 i San Francisco av Bethlehem Steel Corporation, sjösattes den 3 september 1944 och togs i bruk den 3 februari 1945. Hon var uppkallad efter Tucson, Arizona.

## Tjänstgöring
Efter färdigställandet i San Francisco och sjötester utanför San Diego seglade Tucson mot västra Stilla havet den 8 maj. Hon stannade i Pearl Harbor den 13 maj för tre veckors ytterligare träning innan hon återupptog sin resa västerut den 2 juni. Hon stannade över natten i Ulithi den 13 juni och 14 juni, fortsatte sedan till Filippinerna och nådde Leyte den 16 juni. Kryssaren tilldelades skärmen för Task Force 38 (TF 38), viceamirals Gerald F. Bogans Task Group 38.3 (TG 38.3) som var uppbyggd runt USS Essex, Ticonderoga, Randolph, Monterey och Bataan.
Tucson anslöt sig till de snabba hangarfartygen precis i tid för att delta i deras sista angrepp mot det japanska imperiet och dess inre försvar. Den 1 juli lämnade hon Leytebukten med TF 38 och satte kurs norrut mot de japanska hemöarna. Den 10 juli skickade flottiljerna flygplan mot Tokyo. Den 14-15 juli anföll TF 38:s flyggrupper Hokkaidō och norra Honshū. De återvände till södra Honshū den 17-18 juli för att bomba Tokyo igen och lämnade sedan området i nästan en vecka. Den 24 juli och 28 juli dök hon upp med hangarfartygen söder om Shikoku medan deras flygplan attackerade fartyg i Innanhavet. Den 30 juli siktade de in sig på Kobe och Nagoya. Efter det drog de sig tillbaka söderut för att bunkra innan de gav sig av norrut. Under den andra veckan i augusti befann sig Tucson utanför norra Honshū och skyddade hangarfartygen medan deras plan bombade ön ännu en gång. Hon följde sedan med dem söderut för att bomba Tokyo igen den 13 augusti. Två dagar senare kapitulerade Japan.
Trots att fientligheterna hade upphört i mitten av augusti och japanerna hade kapitulerat formellt den 2 september, stannade Tucson kvar i Fjärran Östern och seglade med TF 38 öster om Honshū för att eskortera ockupationsstyrkorna som var på väg in i Japan. Den 20 september lämnade hon området och två dagar senare stannade hon till vid Okinawa innan hon satte kurs tillbaka mot USA. På vägen anlöpte hon Pearl Harbor och anlände sedan till San Francisco den 5 oktober. Den 23 oktober seglade örlogsfartyget längs kusten till San Pedro, där hon deltog i firandet av Navy Day den 27-28 oktober. Den 29 oktober förflyttade hon sig till San Diego där hon placerades under Pacific Fleet Training Command som ett luftvärnsartilleriutbildningsfartyg. Mellan november 1945 och augusti 1946 utbildade luftvärnskryssaren cirka 5 000 officerare och män i användningen av 12,7 cm, 40 mm och 20 mm luftvärnskanoner. Hon avbröt sin utbildning regelbundet för att representera flottan vid speciella evenemang som hölls i olika hamnar på Stillahavskusten.
Den 6 september anlände hon till Puget Sound Naval Shipyard för en tre månader lång översyn. Under de efterkommande två månaderna övade Tucson utanför San Diego som förberedelse för en flottövning som skulle genomföras nära Hawaii. Den 24 februari 1947 lämnade kryssaren San Diego och seglade i Hawaiis farvatten som en del av den styrka som skulle försvara öarna mot en angriparstyrka från västra Stilla havet. När övningen var avslutad lade örlogsfartyget till i Pearl Harbor den 11 mars. Hon gav sig dock iväg igen den 18 mars för att delta i det fruktlösa sökandet nordväst om Hawaii efter överlevande från det förlista SS Fort Dearborn.
Den 27 mars återvände Tucson till San Diego och återupptog sin normala verksamhet fram till sensommaren. Hon lämnade åter västkusten den 28 juli och fortsatte via Pearl Harbor till Fjärran Östern, där hon anlände till Yokosuka, Japan, den 15 augusti. Under de kommande två månaderna seglade örlogsfartyget i Gula havet och Östkinesiska havet och gjorde observationer under kommunisternas och nationalisternas strider i Manchuriet och norra Kina. Under denna period besökte hon Shanghai två gånger och Tsingtao en gång. Tucson återvände till Yokosuka den 19 oktober, stannade över natten och seglade nästa dag mot USA och anlände till San Diego den 6 november. Kryssaren återupptog sina operationer på västkusten och förblev där under den korta återstoden av sin aktiva karriär.
Den 9 februari 1949 seglade Tucson till Mare Island Naval Shipyard för att påbörja förberedelserna för inaktivering. Den 11 juni 1949 togs hon ur bruk och förtöjdes med San Francisco Group of the Pacific Reserve Fleet. Hon förblev i reserv på Mare Island fram till den 1 juni 1966 då hennes namn ströks från flottans register. Det före detta krigsfartyget fungerade som testfartyg fram till 1970. Den 24 februari 1971 såldes skrovet till National Metal & Steel Corp. på Terminal Island, Kalifornien, för skrotning.